# 삼성 갤럭시 Z 폴드 7
삼성 갤럭시 Z 폴드 7(Samsung Galaxy Z Fold 7, Samsung Galaxy Z Fold7)은 삼성전자에서 개발한 폴더블 스마트폰이다. 2025년 7월 9일 미국 뉴욕 브루클린에서 개최된 삼성 갤럭시 언팩 행사에서 삼성 갤럭시 Z 플립 7 및 삼성 갤럭시 워치 8 시리즈와 함께 공식 발표되었다.

## 특징

### 디자인 및 디스플레이
삼성 갤럭시 Z 폴드 7은 이전 모델인 삼성 갤럭시 Z 폴드 6에 비해 업데이트된 치수와 무게를 특징으로 한다. 접었을 때 크기는 약 168.4 × 72.6 × 8.9 mm이고, 펼쳤을 때 크기는 158.2 × 143 × 4.2 mm이다. 장치 무게는 약 215그램으로, 현재까지 삼성 갤럭시 Z 폴드 라인업 중 가장 가볍고 얇은 모델이다. 이러한 변화는 힌지와 프레임 디자인의 추가 개선으로 인한 것이며, 시리즈의 특징인 책 모양 폴딩 형식은 유지된다.
Z 폴드 7은 두 개의 다이내믹 AMOLED 2X 디스플레이를 특징으로 한다. 커버 디스플레이는 6.5인치 크기에 2520 × 1080 픽셀 해상도를 가지며, 이제 21:9 화면 비율을 채택하여 이전 모델보다 더 넓은 시야를 제공한다. 메인 폴더블 디스플레이는 8.0인치 크기에 2184 × 1968 픽셀 해상도를 가지며, 직사광선에서 비전 부스터를 사용할 때와 같은 특정 조건에서 최대 2,600니트의 밝기에 도달할 수 있다.
출시 시점에 갤럭시 Z 폴드 7은 젯 블랙, 블루 섀도우, 실버 섀도우의 세 가지 표준 색상 옵션으로 제공된다. 네 번째 변형인 민트는 삼성 온라인 스토어에서만 독점적으로 제공된다.
| 이름        | 색상 | 비고                        |
| ----------- | ---- | --------------------------- |
| 젯 블랙     |      |                             |
| 블루        |      |                             |
| 실버 섀도우 |      |                             |
| 민트        |      | Samsung.com에서만 구매 가능 |

### 플렉스 모드
플렉스 모드는 갤럭시 Z 폴드 7에서 사용할 수 있는 기능으로, 기기의 폴더블 힌지 메커니즘을 활용하여 기기가 부분적으로 접혔을 때(일반적으로 75도에서 115도 사이) 분할 화면 기능을 활성화한다.
이 구성에서 지원되는 애플리케이션은 화면 상단 절반에 콘텐츠를 표시하고, 하단 절반에는 상호 작용 제어 기능이 나타난다. 예를 들어, 유튜브, 삼성 노트 및 화상 회의 플랫폼과 같은 앱에서 사용자는 상단 화면에서 콘텐츠 또는 통화를 보면서 아래에서 재생 도구, 편집 옵션 또는 가상 터치패드에 접근할 수 있다.
플렉스 모드는 기기의 폴더블 폼 팩터를 통해 애플리케이션의 다른 부분과 동시에 상호 작용할 수 있도록 하여 멀티태스킹을 지원하는 것을 목표로 한다.

## 사양

### 하드웨어
갤럭시 Z 폴드 7은 3nm 공정으로 제조된 퀄컴 스냅드래곤 8 엘리트 for 갤럭시 칩셋으로 구동된다. 옥타코어 CPU는 4.47GHz로 클럭된 2개의 고성능 오리온 V2 코어와 3.53GHz의 6개 효율 코어를 포함한다. 칩셋의 GPU는 게임 및 멀티태스킹과 같은 작업에 활용되는 하드웨어 가속 그래픽 및 AI 처리를 지원한다.

### 메모리 및 저장 공간
갤럭시 Z 폴드 7은 표준 모델에 12GB의 LPDDR5X RAM이 제공되며, 1TB 모델에는 16GB의 RAM이 포함된다. 저장 공간 옵션은 256GB, 512GB, 1TB이며 UFS 4.0 기술을 사용한다.

### 배터리
갤럭시 Z 폴드 7은 듀얼 셀 4,400mAh 배터리(규제 서류상으로는 4,272mAh 일반 용량으로 명시됨)를 탑재하고 있으며, 25W 유선 충전, 고속 무선 충전 2.0 (15W), 4.5W 역방향 무선 충전 (무선 파워쉐어)을 지원한다. 삼성에 따르면, 호환되는 25W 어댑터를 사용하면 약 30분 만에 기기를 50%까지 충전할 수 있다.

### 카메라
| 사양          | 세부 정보                                                                                          |
| ------------- | -------------------------------------------------------------------------------------------------- |
| 메인 카메라   | 200 MP, f/1.7, 24mm (광각), 1/1.3", 0.6µm, 다방향 PDAF, OIS                                        |
| 망원 카메라   | 10 MP, f/2.4, 67mm (망원), 1.0µm, PDAF, OIS, 3배 광학 줌                                           |
| 초광각 카메라 | 12 MP, f/2.2, 120˚ (초광각), 1.4µm, 듀얼 픽셀 PDAF                                                 |
| 기능          | LED 플래시, HDR, 파노라마                                                                          |
| 동영상 녹화   | 8K@30fps, 4K@60fps, 1080p@60/120/240fps (자이로-EIS), 720p@960fps (자이로-EIS), 10비트 HDR, HDR10+ |

갤럭시 Z 폴드 7은 200MP 광각 센서, 12MP 초광각 렌즈, 3배 광학 줌을 갖춘 10MP 망원 렌즈로 구성된 트리플 후면 카메라 시스템을 특징으로 한다. 셀카 및 화상 통화를 위해 10MP 커버 카메라와 메인 디스플레이에 10MP 홀 펀치 카메라를 포함한다.
이미지 처리는 삼성의 프로비주얼 엔진, 즉 올웨이즈 온 10비트 HDR+ 색상을 지원하고, 노이즈 감소를 적용하며, 저조도 환경에서 동영상 촬영을 가능하게 하는 이미지 신호 처리기(ISP)에 의해 처리된다. 또한 피사체와 조명에 따라 카메라 설정을 자동으로 조정하기 위해 움직임 감지 및 장면 분석을 수행한다.

## 소프트웨어
갤럭시 Z 폴드 7은 안드로이드 16과 One UI 8을 탑재하고 출시된다. 갤럭시 Z 플립 7과 함께 최대 7년간의 운영 체제 및 보안 업데이트를 약속받았는데, 이는 갤럭시 S24 시리즈에서 처음 도입된 정책이다. 이로써 갤럭시 Z6 시리즈에 이어 두 번째로 이러한 지원을 받는 갤럭시 Z 시리즈 폰이 된다. 지원은 2032년 10월 12일에 종료될 예정이다.

### 갤럭시 AI
갤럭시 Z 폴드 7은 폴더블 폼 팩터에 최적화된 다양한 갤럭시 AI 기능을 지원하며, 그 중 생성형 편집 기능은 사용자가 개체를 탭하고 길게 눌러 제거하거나 이동할 수 있게 해준다. 이 기능은 8.0인치 메인 디스플레이와 플렉스 모드를 활용하여 기기가 펼쳐졌을 때 더 넓은 시야와 유연한 레이아웃으로 이미지 편집을 지원한다.
AI 기능에 대한 자세한 내용은 갤럭시 AI 문서를 참조한다.